# 穆德河
49°42′22.43″N 9°14′16.16″E / 49.7062306°N 9.2378222°E

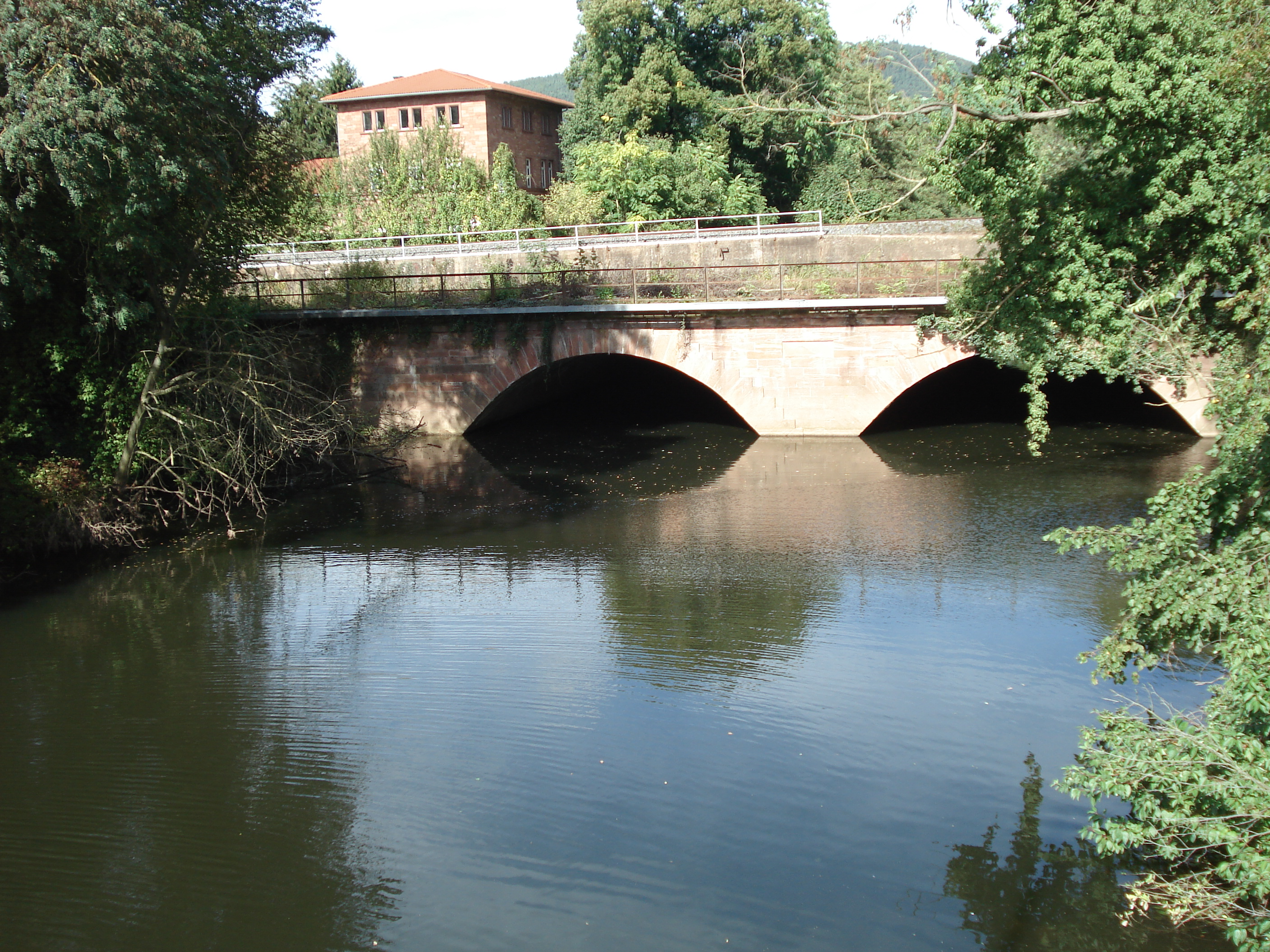
穆德河

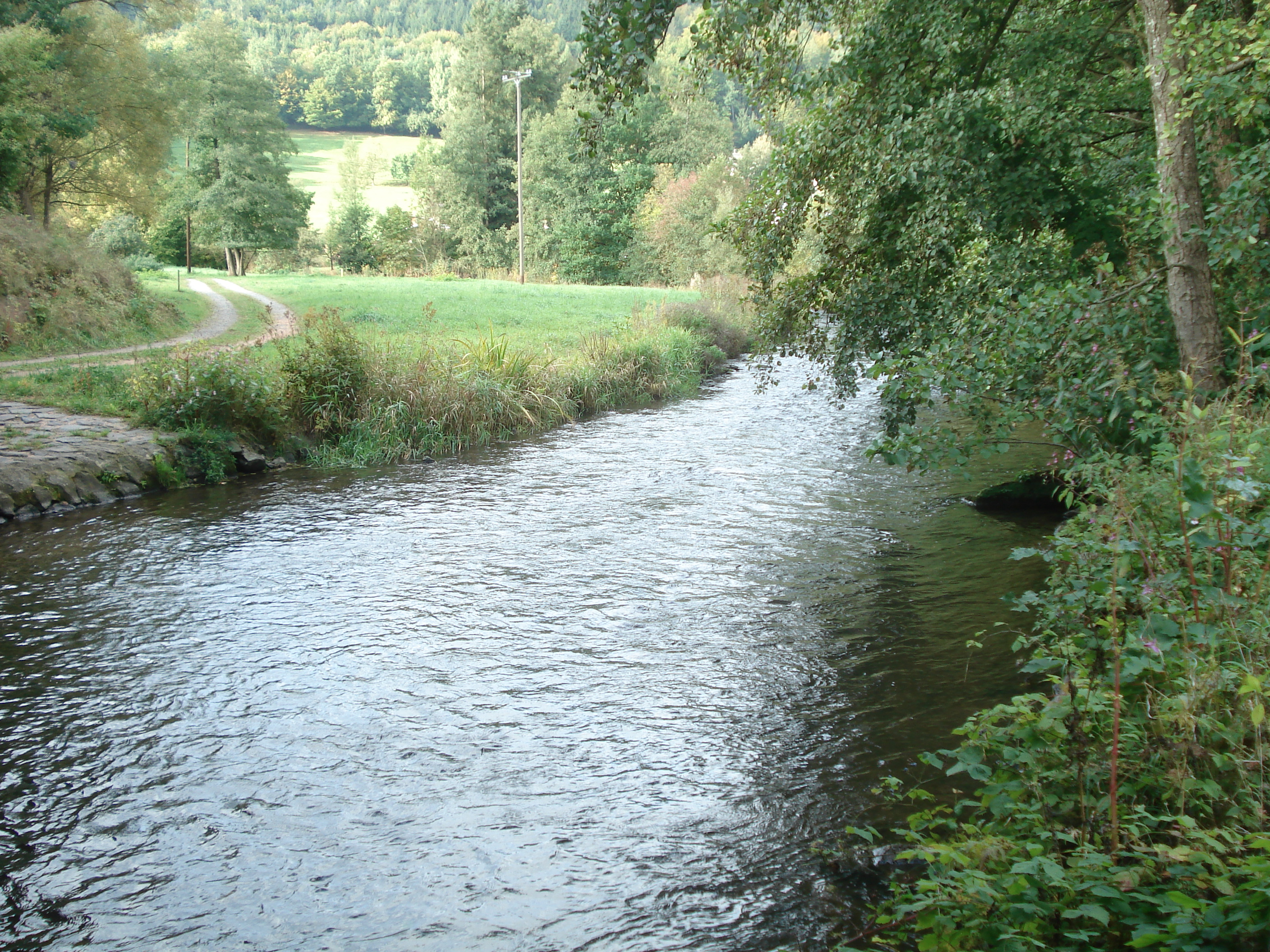
穆德河

穆德河（德語：Mud），是德國的河流，位於該國東南部，由巴伐利亞負責管轄，屬於美因河的左支流，河道全長25公里，流域面積408平方公里，發源自穆道以西，河口處在米爾滕貝格附近。